# Jeanne van Bar
Jeanne van Bar (1295 Frankrijk - 1361 Londen) was een dochter van Hendrik III van Bar en een kleindochter van Edward I "Longshanks", koning van Engeland, en zus van Eduard I van Bar. Van haar wordt beweerd dat ze de vijfde grootmeester was van de Priorij van Sion, een vermeend geheim genootschap dat ook figureert in de roman de Da Vinci code van Dan Brown.
In 1310 (vijftien jaar oud) trouwde ze met John de Warenne, 2e graaf van Sussex. Vijf jaar later scheidde ze van hem en werd vanwege overspel geëxcommuniceerd. Na deze echtscheiding bleef ze in Engeland wonen.
In 1345 werd zij door de koning van Frankrijk uitgenodigd terug te keren en als regent van het graafschap Bar te fungeren.
In 1353 keerde zij terug naar Engeland. Toen de Franse monarch gevangen werd genomen en in Londen werd opgesloten, werd haar toegestaan hem te bezoeken en werd van haar gezegd dat zij zijn maîtresse werd.
Ze stierf in 1361 in Londen.